# 女拳
《女拳》（英語：Grace Under Fire）是香港電視廣播有限公司製作的民初武打電視劇，全劇共32集，由劉璇、黃宗澤、馬國明、陳法拉及姜大偉領銜主演，並由岳華、林嘉華、黃浩然及關禮傑聯合演出，監製羅永賢。此劇為2010無綫節目巡禮劇集之一。
此剧是关于莫桂蘭经历多处挫拆，但她拥有不放弃的信念，想完成黃飛鴻心愿。此剧也关于游三水怎样成为成魔之路、讨厌所有人的恶棍。
本劇於2013年1月10日在台灣中視以《巾幗神拳》為名義作首播。

## 演員表

### 黃家
| 演員                   | 角色   | 暱稱／關係 |
| 李天翔（壯年）         | 黃飛鴻 | 飛鴻、黃師父 寶芝林掌門，廣東十虎之一 于二十年前打敗雷剛（但他不知道雷剛被唐乙恆指示何添福於雷剛茶中下毒），以致雷剛落敗使其後生活潦倒，也間接害死其妻，但也令到自己后悔莫及，并一直寻找雷剛 莫桂蘭之夫 黃漢邦、黃漢業之父 雷正龍、寶芝林等人之師父 何添福之好友 唐乙恆、雷剛之天敵 於第4集发现雷刚的下落 於第5集被雷正龙企图杀害，其后听到雷刚已失踪 於第14集再次发现雷刚的下落 於第24集被雷刚打伤后離世 |
| 姜大偉                 | 黃飛鴻 | 飛鴻、黃師父 寶芝林掌門，廣東十虎之一 于二十年前打敗雷剛（但他不知道雷剛被唐乙恆指示何添福於雷剛茶中下毒），以致雷剛落敗使其後生活潦倒，也間接害死其妻，但也令到自己后悔莫及，并一直寻找雷剛 莫桂蘭之夫 黃漢邦、黃漢業之父 雷正龍、寶芝林等人之師父 何添福之好友 唐乙恆、雷剛之天敵 於第4集发现雷刚的下落 於第5集被雷正龙企图杀害，其后听到雷刚已失踪 於第14集再次发现雷刚的下落 於第24集被雷刚打伤后離世 |
| 劉 璇 （粤配：黃紫嫻） | 莫桂蘭 | 桂蘭、莫师父、师父（小猴专称）、师母 真正的女拳 本性善良、做事勤劳，从来不半途而废、热爱黄飞鸿武术，惟其叔父反对她学武术 馥如居雜工（第1集至第20集）↗寶芝林掌門（第25集至第27集；第30集）↗廣州民團總教練（第31集起） 莫家拳後人 黃飛鴻之妻 黃漢邦、黃漢業之繼母 雷正龍、寶芝林等人之師母 小猴、陸潤泉之師父，初期是小猴之亦敵亦友 游三水之義妹，後反目 莫平之姪女 雷正龍之暗戀對象 葵花、小猴之好友 於第23集跟黃飛鴻结婚 於第25集担任寶芝林掌門 於第27集自愿离开寶芝林 於第28集跟黃漢邦和小猴暂时移去佛山以回忆起黃飛鴻的童年回忆，于下集与霍冠威互相练拳、互相交流及受到启示后跟随黃漢邦和小猴返回广州 於第31集靠雷刚的提示擊敗日本武道家成為廣州民團總教練 於第32集遭被游三水派手下企图放火燒燒死并随后被游三水通緝，并要求游三水放过她们却惟对方拒绝，并跟雷正龍对抗游三水，并随后跟黃漢邦和小猴逃离广州并移去香港重开寶芝林 |
| 梁烈唯                 | 小 猴  | 拐子佬（前期专称） 初時為拐子佬，後為寶芝林打雜 莫桂蘭之徒弟兼好友 黄漢邦之好友 於第12集正式登场，并拐走珠女 于前期与莫桂兰不合，后和好，并成为徒弟 於第18集起成为帮寶芝林打雜 于第25集起成为莫桂兰徒弟 於第32集遭被游三水派手下企图放火燒燒死并随后被游三水通緝，随后跟莫桂蘭和黃漢邦移居香港 |
| 待 查（童年）          | 黃漢邦 | 阿邦 智障人士，患有自閉症 黄飛鴻之長子 黃漢業之兄 莫桂蘭之繼长子 小猴之好友 於第9集正式登场，并从广州回来 於第9集因亲眼目睹其弟被游三水杀害，误视为游三水是杀人凶手，后于第10集开始殴打游三水 於第32集遭被游三水派手下企图放火燒燒死并随后被游三水通緝，随后跟莫桂蘭和小猴移居香港 |
| 陳國邦                 | 黃漢邦 | 阿邦 智障人士，患有自閉症 黄飛鴻之長子 黃漢業之兄 莫桂蘭之繼长子 小猴之好友 於第9集正式登场，并从广州回来 於第9集因亲眼目睹其弟被游三水杀害，误视为游三水是杀人凶手，后于第10集开始殴打游三水 於第32集遭被游三水派手下企图放火燒燒死并随后被游三水通緝，随后跟莫桂蘭和小猴移居香港 |
| 待 查（童年）          | 黃漢業 | 阿業 振華日報記者 黃飛鴻之幼子 黃漢邦之弟 莫桂蘭之繼次子 關守仁之好友 於第9集意圖阻止游三水繼續打架，後被李帆錯手殺害 |
| 黃浩然                 | 黃漢業 | 阿業 振華日報記者 黃飛鴻之幼子 黃漢邦之弟 莫桂蘭之繼次子 關守仁之好友 於第9集意圖阻止游三水繼續打架，後被李帆錯手殺害 |

### 雷家
- 在第31集中，除了雷正龙及所有雷剛弟子之外，雷家正式灭门。

| 演員           | 角色     | 暱稱／關係 |
| 陳展鵬（壯年） | 雷 剛    | 雷師父 雷家拳掌門（第20至24集）↗廣州武術會館會長（第24至31集） 于二十年前被黄飞鸿打败（但他不知道被唐乙恒放了毒药以陷害他），以导致了他落败使其后生活潦倒 陳娟之夫 雷正龍之父 葵花之家翁 游三水之師父，後反目 黃飛鴻之天敵并針對其妻，於第30集和好 被唐乙恆利用，於第31集和好 於初期患上麻疯病，后康复 於第2集正式登场 於第3集被麻疯病令自己神志不清，但被黃飛鴻救出 於第4集遭被居民企图放火烧死，所幸被莫桂蘭救出；于同集失踪，并交代其子要做正常的人 於第9集再度登场，被唐乙恒派手下救回 於第11集正在寻找其子雷正龙 於第14集跟雷正龙团聚 於第22集受唐乙恆唆擺掐死莫平 於第27集陷害陸潤泉而使其入狱，並且間接害死其 於第28集被游三水出卖及被威胁并意思自己过错悬崖勒马 於第30集正式与莫桂兰和好并交传自己的武术给莫桂兰 於第31集将提示给莫桂兰并让其成为广州民团总教练，同时与葵花逛街时被唐雪乔要求救唐乙恒，发现游三水的犯罪日记并为了救唐乙恒而对抗游三水手下，但不成功同时被游三水手下枪伤后将游三水的犯罪日记放在宝芝林以避免找到，最后为了避免游三水找到他自己犯罪证据而宁愿不说，最终被游三水打至重伤牺牲 |
| 林嘉華         | 雷 剛    | 雷師父 雷家拳掌門（第20至24集）↗廣州武術會館會長（第24至31集） 于二十年前被黄飞鸿打败（但他不知道被唐乙恒放了毒药以陷害他），以导致了他落败使其后生活潦倒 陳娟之夫 雷正龍之父 葵花之家翁 游三水之師父，後反目 黃飛鴻之天敵并針對其妻，於第30集和好 被唐乙恆利用，於第31集和好 於初期患上麻疯病，后康复 於第2集正式登场 於第3集被麻疯病令自己神志不清，但被黃飛鴻救出 於第4集遭被居民企图放火烧死，所幸被莫桂蘭救出；于同集失踪，并交代其子要做正常的人 於第9集再度登场，被唐乙恒派手下救回 於第11集正在寻找其子雷正龙 於第14集跟雷正龙团聚 於第22集受唐乙恆唆擺掐死莫平 於第27集陷害陸潤泉而使其入狱，並且間接害死其 於第28集被游三水出卖及被威胁并意思自己过错悬崖勒马 於第30集正式与莫桂兰和好并交传自己的武术给莫桂兰 於第31集将提示给莫桂兰并让其成为广州民团总教练，同时与葵花逛街时被唐雪乔要求救唐乙恒，发现游三水的犯罪日记并为了救唐乙恒而对抗游三水手下，但不成功同时被游三水手下枪伤后将游三水的犯罪日记放在宝芝林以避免找到，最后为了避免游三水找到他自己犯罪证据而宁愿不说，最终被游三水打至重伤牺牲 |
| 陳 爽          | 陳 娟    | 雷剛之妻 雷正龍之母 葵花之家婆 已去世 |
| 吳諾弘（童年） | 雷正龍   | 鐵馬騮（前期稱呼）、阿龍 黑市拳手（前期剧情） 雷剛、陳娟之子 黃飛鴻的仇人，后和好 黃飛鴻、雷刚、莫桂蘭之徒弟 喜歡莫桂蘭 于初期个性非常冷淡，因为黃飛鴻害到雷刚无家可归，并做黑市拳手，黃飛鴻原谅他之后，在中后期故事变得个性善良、开朗，并跟黃飛鴻学武术 葵花之男友、後為丈夫 游三水之好友，後因父亲的死而反目并杀害游三水未遂 陸潤泉之好友 於第2集因在上集被打败，而被游三水玩弄并抢走其父的药 於第5集企图乱刀砍杀黃飛鴻，但失败 於第10集开始认真读书写字，后于第12集成为黃飛鴻的第十徒弟 於第14集跟雷刚团聚 于第16-17集拯救葵花，但最后功劳他自己拿掉，而被游三水殴打 于第30集被游三水威胁，间接导致被松本忍趁机落败 於第31集得知游三水杀害其父后，并企图想游三水报仇而导致自己失控，并其后被莫桂蘭等人绑着 於第32集遭被游三水派手下企图放火燒燒死并随后被游三水通緝，并跟莫桂蘭对抗游三水，随后跟葵花去香港 |
| 黃宗澤         | 雷正龍   | 鐵馬騮（前期稱呼）、阿龍 黑市拳手（前期剧情） 雷剛、陳娟之子 黃飛鴻的仇人，后和好 黃飛鴻、雷刚、莫桂蘭之徒弟 喜歡莫桂蘭 于初期个性非常冷淡，因为黃飛鴻害到雷刚无家可归，并做黑市拳手，黃飛鴻原谅他之后，在中后期故事变得个性善良、开朗，并跟黃飛鴻学武术 葵花之男友、後為丈夫 游三水之好友，後因父亲的死而反目并杀害游三水未遂 陸潤泉之好友 於第2集因在上集被打败，而被游三水玩弄并抢走其父的药 於第5集企图乱刀砍杀黃飛鴻，但失败 於第10集开始认真读书写字，后于第12集成为黃飛鴻的第十徒弟 於第14集跟雷刚团聚 于第16-17集拯救葵花，但最后功劳他自己拿掉，而被游三水殴打 于第30集被游三水威胁，间接导致被松本忍趁机落败 於第31集得知游三水杀害其父后，并企图想游三水报仇而导致自己失控，并其后被莫桂蘭等人绑着 於第32集遭被游三水派手下企图放火燒燒死并随后被游三水通緝，并跟莫桂蘭对抗游三水，随后跟葵花去香港 |
| 曾守明         | 张副會長 | 雷剛之手下、雷正龍之搭档 于第32集遭被游三水通缉并拘捕，其后被无罪释放 |
| 單俊偉         | 潘 壽    | 雷剛之二徒弟 针对黄飞鸿及其他弟子，后和好 于第32集遭被游三水通缉并拘捕，其后被无罪释放 |
| 江梓瑋         | 李 照    | 雷剛之三徒弟 针对黄飞鸿及其他弟子，后和好 于第32集遭被游三水通缉并拘捕，其后被无罪释放 |
| 卓 躒          | 曾 范    | 雷剛之四徒弟 针对黄飞鸿及其他弟子，后和好 于第32集遭被游三水通缉并拘捕，其后被无罪释放 |
| 鄭詠謙         | 高日和   | 雷剛之五徒弟 针对黄飞鸿及其他弟子，后和好 于第32集遭被游三水通缉并拘捕，其后被无罪释放 |
| 馬國明         | 游三水   | 三水哥、阿水、水哥、臭水（李飄紅專用） 莫平之養子，後反目，並間接害死其 莫桂蘭之義兄，後反目 唐雪喬之夫，後反目 雷剛之六徒弟，後反目 雷正龙、潘寿、李照、曾范、高日和之六师弟，後反目 暗戀葵花，後反目 雷正龍、陸潤泉、馬森、譚發、盲炳、三婆、高掌櫃之好友，與雷正龍兼情敵，後反目 何添福、唐乙鳳之下屬 ，後反目 唐乙恆之女婿兼秘書，後反目 李飄紅、徐慶圖、李帆之死敵 黃飛鴻之大舅兼崇拜其，後反目 與德川一夫勾結，後反目 於第20-21集成為雷家武館打手兼弟子 於第31集亲手打死雷剛 於第32集被德川一夫枪傷，後欲潛逃並要求唐雪喬協助，最後被其於火車上刺死 參見莫家 |

### 寶芝林
- 于第27集因被雷剛封闭寶芝林，其后被迫解散，后于第30集重开寶芝林，再于第31-32集被游三水派手下放火燒寶芝林，其后被迫解散，后于第32集在香港重开寶芝林

| 演員                   | 角色   | 暱稱／關係 |
| 姜大偉                 | 黃飛鴻 | 黃師父 寶芝林掌門，廣東十虎之一 莫桂蘭之夫 黃漢邦、黃漢業之父 雷正龍、寶芝林等人之師父 何添福之好友 唐乙恆、雷剛之天敵 于第24集离世 參見黄家 |
| 劉 璇 （粤配：黃紫嫻） | 莫桂蘭 | 桂蘭 莫家拳後人 黃飛鴻之妻 黃漢邦、黃漢業之繼母 雷正龍、寶芝林等人之師母 小猴、陸潤泉之師父，初期是小猴之亦敵亦友 游三水之義妹，後反目 莫平之姪女 雷正龍之暗戀對象 葵花、小猴之好友 於第25集担任寶芝林掌門 於第32集跟黃漢邦和小猴逃离广州并移去香港重开寶芝林 参见黄家 |
| 陳國邦                 | 黃漢邦 | 阿邦 智障人士，患有自閉症 黄飛鴻之長子 黃漢業之兄 莫桂蘭之繼长子 小猴之好友 於第32集遭被游三水派手下企图放火燒燒死并随后被游三水通緝，随后跟莫桂蘭和小猴移居香港 参见黄家 |
| 陳法拉                 | 葵 花  | 阿花 馥如居二厨 葵夫人之女 莫桂蘭之好友 雷正龍之女友，後為其妻子 寶芝林兼雜工 雷剛之媳婦 游三水之暗戀对象，後反目 曾與德川一夫相戀，後分手並反目 於第32集遭被游三水派手下企图放火燒燒死并随后被游三水通緝，其后找到证据遭被游三水枪傷，甦醒後跟雷正龍去香港 參見莫家 |
| 歐瑞偉                 | 凌雲楷 | 阿楷 黃飛鴻之大徒弟 於第32集遭被游三水通緝并拘捕，其后被无罪释放 |
| 麥長青                 | 馬如燦 | 賣魚燦 黃飛鴻之二徒弟 热血，却个性非常冲动 於第32集遭被游三水通緝并拘捕，其后被无罪释放 原型人物為林世榮 |
| 梁烈唯                 | 小 猴  | 拐子佬（前期专称） 初時為拐子佬，後為寶芝林打雜 莫桂蘭之徒弟兼好友 黄漢邦之好友 於第32集遭被游三水派手下企图放火燒燒死并随后被游三水通緝，随后跟莫桂蘭和黃漢邦移居香港 参见黄家 |
| 陳志健                 | 麥忠宗 | 黃飛鴻之三徒弟 於第32集遭被游三水通緝并拘捕，其后被无罪释放 |
| 陸駿光                 | 戴子和 | 黃飛鴻之四徒弟 於第32集遭被游三水通緝并拘捕，其后被无罪释放 |
| 胡烱龍                 | 姚兆東 | 黃飛鴻之五徒弟 於第32集遭被游三水通緝并拘捕，其后被无罪释放 |
| 黎桐康                 | 何 沙  | 黃飛鴻之六徒弟 於第32集遭被游三水通緝并拘捕，其后被无罪释放 |
| 侯建民                 | 吳鐵民 | 黃飛鴻之七徒弟 於第32集遭被游三水通緝并拘捕，其后被无罪释放 |
| 柯 嵐                  | 周大山 | 黃飛鴻之八徒弟 於第32集遭被游三水通緝并拘捕，其后被无罪释放 |
| 李 嘉                  | 胡 亨  | 黃飛鴻之九徒弟 於第32集遭被游三水通緝并拘捕，其后被无罪释放 |
| 黃宗澤                 | 雷正龍 | 鐵馬騮（前期稱呼）、阿龍 黃飛鴻之十徒弟 雷剛、陳娟之子 黃飛鴻的仇人，后和好 黃飛鴻、雷刚、莫桂蘭之徒弟 喜歡莫桂蘭 于初期个性非常冷淡，因为黃飛鴻害到雷刚无家可归，并做黑市拳手，黃飛鴻原谅他之后，在中后期故事变得个性善良，并跟黃飛鴻学武术 葵花之男友、後為丈夫 游三水之好友，後因父亲的死而反目并杀害游三水未遂 陸潤泉之好友 於第5集企图乱刀砍杀黃飛鴻，但失败 於第32集遭被游三水派手下企图放火燒燒死并随后被游三水通緝，并跟莫桂蘭对抗游三水，随后跟葵花去香港 参见雷家 |

### 莫家
| 演員                   | 角色   | 暱稱／關係 |
| 羅樂林                 | 莫 平  | 莫師父、平叔 莫家拳傳人 馥如居較茶師傅 游三水之養父 莫桂蘭之叔父 非常反对莫桂蘭学武术与嫁给黄飞鸿 於第22集被唐乙恆唆擺的雷剛掐死 |
| 馬國明                 | 游三水 | 三水哥、阿水、水哥、臭水（李飄紅專用）、游秘書、游代市長 口甜舌滑，本性善良，常常遭人看不起，後因為經歷多番被陷害和打擊滅絕人性（但也留下了對養父、義妹之父子之情及兄妹感情） 馥如居侍應（第1集至第15集）↗拉車夫（第15集至第18集）↗妓院打手（第19集）↗雷家武館打手兼弟子（第20集至第21集）↗市政廳秘書（第26集至第27集）↗廣州代市長（第29集至第32集） 莫平之養子，後反目，並間接害死其 莫桂蘭之義兄，後反目 唐雪喬之夫，後反目 雷剛之六徒弟，後反目 雷正龙、潘寿、李照、曾范、高日和之六师弟，後反目 暗戀葵花，後反目 雷正龍、陸潤泉、馬森、譚發、盲炳、三婆、高掌櫃之好友，與雷正龍兼情敵，後反目 何添福、唐乙鳳之下屬 ，後反目 唐乙恆之女婿兼秘書，後反目 李飄紅、徐慶圖、李帆之死敵 黃飛鴻之大舅兼崇拜其，後反目 殺害徐慶圖、雷剛、唐乙恆之兇手（最後兩個最重要是為養父莫平報仇） 與德川一夫勾結，後反目 於第9集被李帆嫁禍殺害黃漢業 於第12集被判入狱三個月 於第12-14集被其他監犯（假扮黃飛鴻恩人）日日毆打致重傷 於第14集刑滿出獄 於第15集被馥如居等人冤枉偷了100元，後選擇離開並成為拉車夫，最後被李飄紅玩弄及被其派人毆打，並為了兩張可以同葵花一起看戲的戲票而被李飄紅等人倒了全身是夜香及被迫遊街 於第16-17集拯救葵花，但最後功勞被雷正龍等人拿掉及失去了葵花，並且欲離開廣州，但不成功 於第18集被李飄紅派人毆打重傷，導致拿不到英勇嘉許狀 於第19集將馬森亂打致重傷並開始踏上成魔之路，也開始向眾人報欺負之仇 於第20-21集成為雷家武館打手兼弟子 於第22集揭發李飄紅與何裁縫的偷情，而令李飄紅被唐乙恆賣掉去妓寨，令何裁縫下落不明 於第23集因不想養父上擂臺比武而打傷莫平，間接導致其被雷剛掐死 於第26-27集成為市政廳秘書，因要利用唐雪喬幫助自己能夠飛黃騰達而與其結婚，成為唐乙恆女婿 于第27集意外推王綺梅於馬路上而令其被車撞死，後误枪杀徐庆图及對一名戲院職員見死不救，令該名戲院職員被火活生生燒死並燒掉徐慶圖的屍首 於第28集成功拿到唐乙恆與日本商人德川一夫勾結的証據，後開始與德川一夫勾結，一起合作入侵中國 於第29集對唐乙恆見死不救，導致其中風癱瘓並開始威脅其爬上代理市長 於第30集为了让松本忍做广州民团总教练并派手下捉走葵花及威胁雷正龙，后被唐雪乔看到并发现他的真面目 於第31集將雷剛重打致死，導致唐雪喬流產，成為廣州代理市長，后扼杀唐乙恒 於第32集派人破壞莫桂蘭及民團等人的聲譽並為了找回唐乙恆的日記而派人放火燒掉整間寶芝林，意圖槍殺雷正龍、莫桂蘭，枪傷葵花，意圖與德川一夫潛逃日本，但不成及被其枪傷，後被通緝，其後欲潛逃並要求唐雪喬協助，後告诉唐雪喬其实实际上为了帮其养父报仇并接近唐乙恒，最终被其於火車上刺死 |
| 張希晴（童年）         | 葵 花  | 阿花 馥如居二厨（第1集至第24集）↗馥如居新任老闆（第25集至第29集） 葵夫人之女 莫桂蘭之好友 雷正龍之女友，後為其妻子 雷剛之媳婦 游三水之暗戀对象，後反目 曾與德川一夫相戀，後分手並反目 於第3集正式登场 於第16-17集患上鼠疫，后康复 於第32集遭被游三水派手下企图放火燒燒死并随后被游三水通緝，其后找到证据遭被游三水枪傷，甦醒後跟雷正龍去香港 |
| 陳法拉                 | 葵 花  | 阿花 馥如居二厨（第1集至第24集）↗馥如居新任老闆（第25集至第29集） 葵夫人之女 莫桂蘭之好友 雷正龍之女友，後為其妻子 雷剛之媳婦 游三水之暗戀对象，後反目 曾與德川一夫相戀，後分手並反目 於第3集正式登场 於第16-17集患上鼠疫，后康复 於第32集遭被游三水派手下企图放火燒燒死并随后被游三水通緝，其后找到证据遭被游三水枪傷，甦醒後跟雷正龍去香港 |
| 劉 璇 （粤配：黃紫嫻） | 莫桂蘭 | 桂蘭 莫家拳後人 黃飛鴻之妻 黃漢邦、黃漢業之繼母 馥如居雜工 雷正龍、寶芝林等人之師母 小猴、陸潤泉之師父，初期是小猴之亦敵亦友 莫平之姪女 游三水之義妹，後反目 雷正龍之暗戀對象 葵花、小猴之好友 於第23集跟黃飛鴻结婚 於第32集跟黃漢邦和小猴逃离广州并移去香港重开寶芝林 参见黄家 |

### 唐家
- 在第31集中，除了吳金喜、唐雪喬、唐乙鳳及何添福之外，唐家正式被游三水灭门。

| 演員           | 角色   | 暱稱／關係 |
| 黃智賢（壯年） | 唐乙恆 | 唐總辦、唐市长 廣州西區總辦（第1集至第24集）↗廣州市市長（第24集至第29集） 为人自私自利、狡猾、不段手段方法一直针对黄飞鸿，以毒害雷剛，后于第29集中风之后才真切反省 吳金喜、王綺梅之夫 李飄紅之夫，後反目 唐雪喬、唐朗喬之父 唐乙鳳之兄 何添福之大舅，後反目，於第30集和好 何安康之舅舅 李帆之姐夫 游三水之岳父兼上司，後反目 馬新榮之下屬，後反目 董銘、黃飛鴻之天敵 與耿易天、黎自持、陳堅勾結 與德川一夫勾結，後反目 游三水之死敵 殺害馬新榮、沈夫人及間接殺害廣州561名市民並傷害沈國強之兇手 二十年前毒害雷剛而令其敗於黃飛鴻並嫁禍於黃飛鴻 於第7集傷害沈國強及殺害沈夫人 於第14-18集因為上位及陷害董銘而收藏幫助廣州醫治鼠疫的血清而導致561名廣州市民因鼠疫去世及408個家庭家破人亡，流離失所，無家可歸，后被黄飞鸿掴掌 於第18集假意哀求雷刚并故意说是黄飞鸿在雷刚茶中下毒，以导致雷剛大发雷霆 於第22集唆擺雷剛掐死莫平 於第24集陷害董銘殺害馬市長 于后期记录了德川一夫与游三水的犯罪记录写成日记 於第28-29集患上心绞痛，需要靠药物控制 於第29集因再次患上心绞痛及被游三水的威胁，其后被游三水见死不救而导致自己终身中風癱瘓 於第31集企圖扼殺游三水，但不成及反而被其打死 |
| 岳 華          | 唐乙恆 | 唐總辦、唐市长 廣州西區總辦（第1集至第24集）↗廣州市市長（第24集至第29集） 为人自私自利、狡猾、不段手段方法一直针对黄飞鸿，以毒害雷剛，后于第29集中风之后才真切反省 吳金喜、王綺梅之夫 李飄紅之夫，後反目 唐雪喬、唐朗喬之父 唐乙鳳之兄 何添福之大舅，後反目，於第30集和好 何安康之舅舅 李帆之姐夫 游三水之岳父兼上司，後反目 馬新榮之下屬，後反目 董銘、黃飛鴻之天敵 與耿易天、黎自持、陳堅勾結 與德川一夫勾結，後反目 游三水之死敵 殺害馬新榮、沈夫人及間接殺害廣州561名市民並傷害沈國強之兇手 二十年前毒害雷剛而令其敗於黃飛鴻並嫁禍於黃飛鴻 於第7集傷害沈國強及殺害沈夫人 於第14-18集因為上位及陷害董銘而收藏幫助廣州醫治鼠疫的血清而導致561名廣州市民因鼠疫去世及408個家庭家破人亡，流離失所，無家可歸，后被黄飞鸿掴掌 於第18集假意哀求雷刚并故意说是黄飞鸿在雷刚茶中下毒，以导致雷剛大发雷霆 於第22集唆擺雷剛掐死莫平 於第24集陷害董銘殺害馬市長 于后期记录了德川一夫与游三水的犯罪记录写成日记 於第28-29集患上心绞痛，需要靠药物控制 於第29集因再次患上心绞痛及被游三水的威胁，其后被游三水见死不救而导致自己终身中風癱瘓 於第31集企圖扼殺游三水，但不成及反而被其打死 |
| 林淑敏         | 吳金喜 | 喜姨 唐乙恆之大姨太 |
| 姚嘉妮         | 李飄紅 | 死八婆（游三水專用） 唐乙恆之二姨太 李帆之姊 游三水之死敵 何裁缝之情妇 威脅徐慶圖 於第21集被游三水揭发并因偷情而被唐乙恆賣往湛江妓寨，成為妓女，并未交代下场 |
| 周家怡         | 王綺梅 | 綺梅 唐乙恆之三姨太 徐慶圖之舊情人兼情婦 於第27集被游三水意外推出於馬路上而被車撞死 |
| 蕭凱欣（青年） | 唐乙鳳 | 阿鳳 馥如居老闆娘，于第25集退休 何安康之母 唐乙恆之妹 二十年前无意中遭被唐乙恆嫁祸毒害雷剛，令到自己后悔莫及 何添福之妻 莫桂兰之老闆娘 游三水之老闆娘，后反目 唐雪喬、唐朗乔之姑姐 於第23集怀有何添福的胎儿 於第25集受不了唐乙恆的威胁，并离开馥如居，并改转为卖包子做生意过着平民的生活 於第30集诞下婴儿，并命名叫何安康 於第32集协助莫桂兰她们隐居以避免被游三水拘捕 |
| 林漪娸         | 唐乙鳳 | 阿鳳 馥如居老闆娘，于第25集退休 何安康之母 唐乙恆之妹 二十年前无意中遭被唐乙恆嫁祸毒害雷剛，令到自己后悔莫及 何添福之妻 莫桂兰之老闆娘 游三水之老闆娘，后反目 唐雪喬、唐朗乔之姑姐 於第23集怀有何添福的胎儿 於第25集受不了唐乙恆的威胁，并离开馥如居，并改转为卖包子做生意过着平民的生活 於第30集诞下婴儿，并命名叫何安康 於第32集协助莫桂兰她们隐居以避免被游三水拘捕 |
| 李啟傑（壯年） | 何添福 | 何老板、福老板 馥如居老闆，于第25集退休 二十年前为了赢钱而选择黃飛鴻做广州第一拳手，并无意中遭被唐乙恆嫁祸毒害雷剛，最后开了馥如居，也令到自己后悔莫及 唐乙鳳之夫 莫桂兰之老闆 游三水之老闆，后反目 何安康之父 唐乙恆之妹夫，後因威胁一事而反目，於第30集和好 唐雪喬、唐朗乔之姑丈 黃飛鴻之好友 於第25集因良心发现决定告诉雷刚是唐乙恆嫁祸毒害雷剛，并同时因为受不了唐乙恆的威胁，并痛心决心离开馥如居，并改转为卖包子做生意过着平民的生活 於第32集协助莫桂兰她们隐居以避免被游三水拘捕 |
| 蔣志光         | 何添福 | 何老板、福老板 馥如居老闆，于第25集退休 二十年前为了赢钱而选择黃飛鴻做广州第一拳手，并无意中遭被唐乙恆嫁祸毒害雷剛，最后开了馥如居，也令到自己后悔莫及 唐乙鳳之夫 莫桂兰之老闆 游三水之老闆，后反目 何安康之父 唐乙恆之妹夫，後因威胁一事而反目，於第30集和好 唐雪喬、唐朗乔之姑丈 黃飛鴻之好友 於第25集因良心发现决定告诉雷刚是唐乙恆嫁祸毒害雷剛，并同时因为受不了唐乙恆的威胁，并痛心决心离开馥如居，并改转为卖包子做生意过着平民的生活 於第32集协助莫桂兰她们隐居以避免被游三水拘捕 |
|                | 何安康 | 康仔 何添福、唐乙凤之子 唐乙恒之外甥 唐雪乔、唐朗乔之表弟 |
| 馬國明         | 游三水 | 三水哥、阿水、水哥、臭水（李飄紅專用） 莫平之養子，後反目，並間接害死其 莫桂蘭之義兄，後反目 唐雪喬之夫，後反目 雷正龙、潘寿、李照、曾范、高日和之六师弟，後反目 暗戀葵花，後反目 雷正龍、陸潤泉、馬森、譚發、盲炳、三婆、高掌櫃之好友，與雷正龍兼情敵，後反目 何添福、唐乙鳳之下屬 ，後反目 唐乙恆之女婿兼秘書，後反目 李飄紅、徐慶圖、李帆之死敵 與德川一夫勾結，後反目 於第26-27集成為市政廳秘書，因要利用唐雪喬幫助自己能夠飛黃騰達而與其結婚，成為唐乙恆女婿 於第29集對唐乙恆見死不救，導致其中風癱瘓並開始威脅其爬上代理市長 於第31集將唐雪喬推伤并導致其流產，同时软禁其，后扼杀唐乙恒 於第32集被德川一夫枪傷，後欲潛逃並要求唐雪喬協助，最後被其於火車上刺死 參見莫家 |
| 梁嘉琪         | 唐雪喬 | 阿喬 道明會教堂義工 唐乙恒之女，但因为间接害死唐朗乔而曾经与唐乙恒关系恶劣，其后于第29集正式和好 唐朗喬之姊 游三水之妻，後反目 唐乙鳳、何添福之姪女 何安康之表姐 於第12集正式登场 於第26集被流氓强暴 於第27集跟游三水結婚 於第30集发现游三水的真面目，带其父离家出走，但被游三水发现 於第31集要求雷刚求救唐乙恆，但很快被游三水发现，并为了阻止游三水打唐乙恆而被其推开而導致流產 於第32集被游三水软禁，其后被莫桂蘭救出后在火车上亂刀刺殺游三水 |
|                | 唐朗喬 | 唐乙恆之子 唐雪喬之弟 唐乙鳳、何添福之侄子 何安康之表哥 游三水之舅仔 已去世 |
| 高鈞賢         | 李 帆  | 李飄紅之弟 唐乙恆之舅仔 於第9集錯手殺害黃漢業並嫁禍于游三水 於第12集被槍斃 |

### 馥如居
| 演員                   | 角色   | 暱稱／關係 |
| 蔣志光                 | 何添福 | 何老板 馥如居老闆，于第25集退休 唐乙鳳之夫 莫桂兰之老闆 游三水之老闆，后反目 何安康之父 唐乙恆之妹夫 唐雪喬、唐朗乔之姑丈 黃飛鴻之好友 參見唐家 |
| 林漪娸                 | 唐乙鳳 | 阿凤 馥如居老闆娘，于第25集退休 何安康之母 唐乙恆之妹 何添福之妻 莫桂兰之老闆娘 游三水之老闆娘，后反目 唐雪喬、唐朗乔之姑姐 參見唐家 |
| 梁健平                 | 高大富 | 馥如居掌櫃 |
| 羅樂林                 | 莫 平  | 莫師父、平叔 莫家拳傳人 馥如居較茶師傅 游三水之養父 莫桂蘭之叔父 非常反对莫桂蘭学武术与嫁给黄飞鸿 參見莫家 |
| 鄭家生                 | 陳 超  | 了哥 馥如居大廚 |
| 陳法拉                 | 葵 花  | 阿花 馥如居二厨（第1集至第24集）↗馥如居新任老闆（第25集至第29集） 葵夫人之女 莫桂蘭之好友 雷正龍之女友，後為其妻子 雷剛之媳婦 游三水之暗戀对象，後反目 曾與德川一夫相戀，後分手並反目 參見莫家 |
| 馬國明                 | 游三水 | 三水哥、阿水、水哥、臭水（李飄紅專用） 莫平之養子，後反目，並間接害死其 莫桂蘭之義兄，後反目 唐雪喬之夫，後反目 雷剛之六徒弟，後反目 雷正龙、潘寿、李照、曾范、高日和之六师弟，後反目 暗戀葵花，後反目 雷正龍、陸潤泉、馬森、譚發、盲炳、三婆、高掌櫃之好友，與雷正龍兼情敵，後反目 何添福、唐乙鳳之下屬 ，後反目 唐乙恆之女婿兼秘書，後反目 李飄紅、徐慶圖、李帆之死敵 黃飛鴻之大舅兼崇拜其，後反目 殺害徐慶圖、雷剛、唐乙恆之兇手（最後兩個最重要是為養父莫平報仇） 與德川一夫勾結，後反目 於第9集被李帆嫁禍殺害黃漢業 於第12集被判入狱三個月 於第12-14集被其他監犯（假扮黃飛鴻恩人）日日毆打致重傷 於第14集刑滿出獄 於第15集被馥如居等人冤枉偷了100元，後選擇離開並成為拉車夫，最後被李飄紅玩弄及被其派人毆打，並為了兩張可以同葵花一起看戲的戲票而被李飄紅等人倒了全身是夜香及被迫遊街 於第16-17集拯救葵花，但最後功勞被雷正龍等人拿掉及失去了葵花，並且欲離開廣州，但不成功 於第18集被李飄紅派人毆打重傷，導致拿不到英勇嘉許狀 於第19集將馬森亂打致重傷並開始踏上成魔之路，也開始向眾人報欺負之仇 於第32集被德川一夫枪傷，後欲潛逃並要求唐雪喬協助，最後被其於火車上刺死 參見莫家、市政廳 |
| 鄭俊弘                 | 馬 森  | 咸菜森 馥如居跑堂夥計 珠女之哥 游三水之铁杆兄弟，後反目 于第19集被游三水乱打致重伤 |
| 張達倫                 | 譚 發  | 污搲譚 馥如居扫洒夥計 |
| 趙樂賢                 | 盲 炳  | 馥如居茶水夥計 |
| 麥子樂                 | 李 明  | 縮骨明 馥如居杂务伙计 游三水之好兄弟，後反目 於第10集因被警方要脅而指證游三水殺害黃漢業 |
| 陳妹妹                 | 三 婆  | 馥如居女侍 |
| 劉 璇 （粤配：黃紫嫻） | 莫桂蘭 | 桂蘭 莫家拳後人 黃飛鴻之妻 黃漢邦、黃漢業之繼母 馥如居雜工 雷正龍、寶芝林等人之師母 小猴、陸潤泉之師父，初期是小猴之亦敵亦友 莫平之姪女 游三水之義妹，後反目 雷正龍之暗戀對象 葵花、小猴之好友 参见黄家 |

### 市政廳
- 于第32集被林华暂时作为代市长管制广州。

| 演員   | 角色   | 暱稱／關係 |
| 招石文 | 馬新榮 | 馬市長 廣州市市長 董銘之上司 唐乙恆之上司，後反目 於第23集被唐乙恆派人暗殺 |
| 賀文傑 | 陸 雲  | 陸秘書 廣州西區市長秘書 馬新榮之秘書 |
| 岳 華  | 唐乙恆 | 唐總辦、唐市长 吳金喜、李飄紅、王綺梅之夫 唐雪喬、唐朗喬之父 唐乙鳳之兄 何添福之大舅，後反目，於第30集和好 何安康之舅舅 李帆之姐夫 游三水之岳父兼上司，後反目 馬新榮之下屬，後反目 董銘、黃飛鴻之天敵 與耿易天、黎自持、陳堅勾結 與德川一夫勾結，後反目 游三水之死敵 殺害馬新榮、沈夫人及間接殺害廣州561名市民並傷害沈國強之兇手 二十年前毒害雷剛而令其敗於黃飛鴻並嫁禍於黃飛鴻 於第29集被游三水见死不救而导致自己终身中風癱瘓 於第31集企圖扼殺游三水，但不成反而被其打死 參見唐家 |
| 馬國明 | 游三水 | 游秘書、游代市長 莫平之養子，後反目，並間接害死其 莫桂蘭之義兄，後反目 唐雪喬之夫，後反目 雷剛之六徒弟，後反目 雷正龙、潘寿、李照、曾范、高日和之六师弟，後反目 暗戀葵花，後反目 雷正龍、陸潤泉、馬森、譚發、盲炳、三婆、高掌櫃之好友，與雷正龍兼情敵，後反目 何添福、唐乙鳳之下屬 ，後反目 唐乙恆之女婿兼秘書，後反目 李飄紅、徐慶圖、李帆之死敵 黃飛鴻之大舅兼崇拜其，後反目 殺害徐慶圖、雷剛、唐乙恆之兇手（最後兩個最重要是為養父莫平報仇） 與德川一夫勾結，後反目 於第26-27集成為市政廳秘書，因要利用唐雪喬幫助自己能夠飛黃騰達而與其結婚，成為唐乙恆女婿 于第27集意外推王綺梅於馬路上而令其被車撞死，後误枪杀徐庆图及對一名戲院職員見死不救，令該名戲院職員被火活生生燒死並燒掉徐慶圖的屍首 於第28集成功拿到唐乙恆與日本商人德川一夫勾結的証據，後開始與德川一夫勾結，一起合作入侵中國 於第29集對唐乙恆見死不救，導致其中風癱瘓並開始威脅其爬上代理市長 於第30集为了让松本忍做广州民团总教练并派手下捉走葵花及威胁雷正龙，后被唐雪乔看到并发现他的真面目 於第31集將雷剛重打致死，導致唐雪喬流產，成為廣州代理市長，后扼杀唐乙恒 於第32集派人破壞莫桂蘭及民團等人的聲譽並為了找回唐乙恆的日記而派人放火燒掉整間寶芝林，意圖槍殺雷正龍、莫桂蘭，枪傷葵花，意圖與德川一夫潛逃日本，但不成及被其枪傷，後被通緝，最後欲潛逃並要求唐雪喬協助，後被其於火車上刺死 參見莫家、馥如居 |
| 關禮傑 | 徐慶圖 | 徐秘書 廣州西區總辦秘書 唐乙恆之秘書，後反目 王綺梅之舊情人兼情夫 游三水之天敵 與陳堅、黎自持勾結 被李飘紅威脅 於第27集被游三水誤殺 |
| 裘卓能 | 劉十力 | 阿力 廣州西區總辦、秘書之保鑣 唐乙恆、徐慶圖之手下，于第29集起成为游三水之手下 於第32集被莫桂兰和雷正龙打伤后被林华拘捕 |
| 何俊軒 | 郝百通 | 阿通 廣州西區總辦、秘書之保鑣 唐乙恆、徐慶圖之手下，于第29集起成为游三水之手下 於第32集被莫桂兰和雷正龙打伤后被林华拘捕 |
| 霍健邦 | 忠     | 司機 廣州西區總辦司機 唐乙恆、徐慶圖之手下 |
| 曾偉權 | 董 銘  | 董總辦、董副市长 廣州東區總辦 唐乙恆之天敵 黃飛鴻之好友 于第24集升为廣州市副市长，後因不願受唐乙恆擺佈而辭職 |
| 葉 暐  | 梁 正  | 梁秘書 廣州東區總辦秘書 董銘之秘書 |
| 楊證樺 | 沈國強 | 沈會計 市政廳會計 沈夫人之夫 於第7集被徐慶圖手下重傷，後被黃飛鴻安排離開廣州 |
| 張景淳 | 章恩昊 | 市政廳主任 |
| 趙國東 | 李力善 | 市政廳職員 |

### 警察局
| 演員   | 角色     | 暱稱／關係 |
| 張松枝 | 黎自持   | 黎副局長、黎局長 警察局副局長 與唐乙恆、徐慶圖勾結，其后与游三水勾結 於第32集被莫桂兰和雷正龙打伤，其后被停职而拘捕终身监禁 |
| 林遠迎 | 警察隊長 | 黎自持手下 於第32集被莫桂兰和雷正龙打伤，其后被停职而被拘捕                                                                 |
| 黃俊伸 | 警 察    | 於第32集被莫桂兰和雷正龙打伤，其后被停职而被拘捕毆打                                                                        |
| 何慶輝 | 警 察    | 於第32集被莫桂兰和雷正龙打伤，其后被停职而被拘捕羈押                                                                        |
| 謝卓言 | 警 察    | 於第32集被莫桂兰和雷正龙打伤，其后被停职而被拘捕後釋放                                                                      |

### 振華日報
| 演員   | 角色   | 暱稱／關係                                                                                                |
| 鄺佐輝 | 言承志 | 振華日報社長 于第32集遭被游三水通缉并拘捕，其后被无罪释放                                                 |
| 曾健明 | 亮 叔  | 振華日報記者 于第32集遭被游三水通缉并拘捕，其后被无罪释放                                                 |
| 黃浩然 | 黃漢業 | 振華日報記者 黃飛鴻之幼子 黃漢邦之弟 莫桂蘭之繼次子 關守仁之好友 于第9集去世 参见黄家                     |
| 鄧永健 | 關守仁 | 小關 振華日報職員 黃漢業之朋友 于第7集被白頭陳手下砍傷一隻手 于第32集遭被游三水通缉并拘捕，其后被无罪释放 |
| 何君誠 | 常如春 | 振華日報職員 于第32集遭被游三水通缉并拘捕，其后被无罪释放                                                 |
| 許明志 | 志 軒  | 振華日報職員，後離職                                                                                      |
| 徐玟晴 | 史秀蓮 | 振華日報秘書 于第32集遭被游三水通缉并拘捕，其后被无罪释放                                                 |

### 其他演員
| 演員     | 角色       | 暱稱／關係 |
| 蕭正楠   | 德川一夫   | 德川先生 日本商人、間諜 葵花之男友，後分手並反目 與唐乙恆、游三水勾結，後反目 于第21集正式登场 于第32集欲逃日本时却遭被游三水威胁，最后企图枪杀游三水                                                                                                 |
| 黃子恆   | 陸潤泉     | 咕哩泉 搬運工 莫桂蘭之徒弟 游三水、雷正龍之好友 於第27集在监狱中去世 |
| 黃德斌   | 霍冠威     | 霍師父 耿易天之保鏢 霍元甲後人、迷踪拳傳人 喜欢重视黄飞鸿的招术 因受到黄飞鸿的启发，决定四处游历 莫桂蘭的恩师 于第3集与耿易天离开广州，并临走前与黄飞鸿切磋武术 于第29集再次在佛山中出现，重遇莫桂蘭并与同意其一起四处游历 （特别演出，第1至3、29集） |
| 李家鼎   | 陳 堅      | 白頭陳 黑社會成員 拳館及賭場負責人 與唐乙恆、徐慶圖勾結 |
| 冼灝英   | 松本忍     | 日本空手道武士 廣州民團總教練比賽參賽者 雷剛、雷正龍、莫桂蘭之對手 于第30集打敗雷正龍，却于第31集敗於莫桂蘭 |
| 魯振順   | 耿易天     | 耿議長 北平參議院議長 霍冠威之上司 與唐乙恆勾結 |
| 王德基   | 嚴 鷹      | 白頭陳手下 於第8集被捕 |
| 邵卓堯   | 蔣 鵬      | 地下拳館拳證 白頭陳手下 於第8集被捕 |
| 羅 莽    | 蔡大山     | 功夫師父 |
| 李海生   | 李 興      | 功夫師父 |
| 林忠希   | 副 官      | |
| 黃文標   | 彪 哥      | 惡霸 |
| 麥少華   | 牛精雄     | 檔主 |
| 歐陽燕萍 | 街 坊      | |
| 魏穎彤   | 檔 主      | |
| 何文進   | 茶 客      | |
| 何文進   | 影樓老闆   | |
| 莫偉文   | 說書人     | |
| 李子明   | 醫館老闆   | |
| 劉應龍   | 功夫師父   | |
| 陳偉樂   | 功夫師父   | |
| 丘惠玲   | 街 坊      | |
| 張俊平   | 程老闆     | 賓客 |
| 梁俊傑   | 賓 客      | |
| 鄧以豪   | 勝 哥      | 惡霸／殺手 |
| 趙永洪   | 街 坊      | 夫妻 |
| 黃鳳     | 街 坊      | 夫妻 |
| 馬貫東   | 賓 客      | |
| 關浩揚   | 賓 客      | |
| 區靄玲   | 賓 客      | |
| 許思敏   | 賓 客      | |
| 鄭恕峰   | 狗 哥      | 葵花債主 |
| 楊依依   | 九 婆      | |
| 伍秉君   | 街 坊      | |
| 姚浩政   | 街 坊      | |
| 姚浩政   | 醫 生      | |
| 顏桂洲   | 街 坊      | |
| 潘宗揚   | 街 坊      | |
| 溫玉瑜   | 孟壽山     | 廣州第一食家 |
| 黃志榮   | 高 僧      | |
| 黃志榮   | 金師父     | 功夫師父，於暴動中身亡 |
| 李智銳   | 鄉 紳      | |
| 劉日東   | 鄉 紳      | |
| 劉日東   | 市官員     | |
| 李 健    | 何老闆     | 鄉紳 |
| 何婷恩   | 沈 妻      | 沈國強之妻 於第7集被徐慶圖手下殺害 |
| 魏惠文   | 掌 櫃      | 荔灣酒家掌櫃 |
| 羅 鴻    | 工 頭      | |
| 曾啟綸   | 醫 生      | |
| 陳建文   | 彬         | 沈國強朋友 於第7集出賣沈國強，後被滅口 |
| 譚俊雄   | 街 坊      | 聽眾／惡霸 |
| 溫裕紅   | 花 母      | 葵花母親 |
| 鄧英敏   | 神 父      | |
| 梁珈詠   | 護 士      | |
|          | 珠 女      | 马森之妹 |
| 黃梓瑋   | 街 坊      | 帶娣母親 |
| 梁暐昕   | 帶 娣      | 被母親賣給拐子佬，後被葵花、莫桂蘭救回 |
| 司徒暉   | 拐子佬     | |
| 司徒暉   | 大 漢      | |
| 程敏華   | 布朗醫生   | 英國著名痲瘋病專科醫生 |
| 陳勉良   | 九 叔      | 黃漢邦之看守人 |
| 張國雄   | 老 闆      | |
| 游 颷    | 廣         | 李帆手下 黃漢業被殺案目擊證人 |
| 蔡曜力   | 苦 力      | 李帆手下 |
| 杜大偉   | 苦 力      | 李帆手下 |
| 李興華   | 爛 仔      | 苦力／李帆手下 針對葵花、莫桂蘭 |
| 李日昇   | 茶 客      | |
| 趙敏通   | 茶 客      | |
| 伍慶華   | 大包米     | 包檔檔主，出賣游三水 |
| 明德豐   | 崔法官     | 西區法院法官 |
| 王少萍   | 廣 妻      | |
| 李霖恩   | 馮律師     | 游三水之律師 |
| 王得琛   | 警 官      | 行刑監察警官 |
| 劉燕嫦   | 執 婆      | |
| 王永禧   | 路 人      | |
| 朱敏瀚   | 痲瘋病人   | |
| 許家傑   | 街 坊      | |
| 王俊棠   | 昆         | 囚犯 |
| 羅天池   | 囚 犯      | 昆手下 |
| 何偉業   | 囚 犯      | 昆手下 |
| 杜 港    | 獄 警      | |
| 易智遠   | 伙頭忠     | |
| 李雨陽   | 苦 力      | 散仔 |
| 蘇頌輝   | 苦 力      | 散仔 |
| 簡新銳   | 老 闆      | |
| 王維德   | 鹹 蝦      | 拐子佬 |
| 梁 雄    | 檔 主      | 陀螺檔主 |
| 李君妍   | 妓 女      | |
| 尹詩沛   | 妓 女      | |
| 陳珈穎   | 妓 女      | |
| 夏竹欣   | 修 女      | |
| 華忠男   | 炮 哥      | 道明會義工 |
| 洪資訊   | 神 父      | 道明會神父 |
| 陳劍輝   | 檔 主      | 水果檔檔主 |
| 李偉健   | 苦 力      | |
| 張 帆    | 市官員     | 衛生局局長 |
| 陳家輝   | 市官員     | 方便醫院院長 |
| 馮康寧   | 海味鋪老闆 | |
| 馮康寧   | 拳 證      | |
| 丘惠芳   | 街 坊      | |
| 李 岡    | 成 哥      | 南洋商人 何添福朋友 |
| 劉冠雄   | 才 叔      | 茶客／街坊，於第32集救走莫桂蘭等人 |
| 鄭世豪   | 苦 力      | |
| 江富強   | 工 頭      | |
| 張漢斌   | 老 闆      | |
| 張漢斌   | 救火隊     | |
| 楊瑞麟   | 馬田醫生   | 方便醫院醫生 |
| 葉婷芝   | 護 士      | |
| 葉凱茵   | 護 士      | |
| 江嘉俊   | 藥材鋪老闆 | |
| 彭凱筠   | 街 坊      | |
| 陳振業   | 街 坊      | |
| 陳振業   | 功夫師父   | |
| 潘卓明   | 街 坊      | |
| 黃得生   | 爛口強     | 游三水朋友 |
| 梁振輝   | 嫖 客      | |
| 沈震軒   | 嫖 客      | |
| 黃耀煌   | 苦 力      | |
| 曾玉娟   | 扒 手      | |
| 夏玉麟   | 蝦 叔      | 街坊 |
| 廖思略   | 乘 客      | |
| 計祥龍   | 惡 霸      | |
| 劉天龍   | 糾 察      | |
| 鄭家俊   | 糾 察      | |
| 曾琬莎   | 家 屬      | |
| 楊智朗   | 大 漢      | |
| 張智軒   | 火         | 唐乙恆手下 |
| 朱滙林   | 火手下     | |
| 游茛維   | 火手下     | |
| 蘇麗明   | 權 嬸      | 街坊 |
| 溫尚儒   | 乞 丐      | |
| 張韋怡   | 記 者      | |
| 莊狄生   | 記 者      | |
| 游五珠   | 龜 婆      | |
| 張幗英   | 包租婆     | |
| 陳榮峻   | 陳師傅     | 功夫師父 |
| 周 凌    | 媒人婆     | |
| 李泳漢   | 收賣佬     | |
| 鄭子揚   | 公仔藝人   | |
| 陳狄克   | 朱 松      | 朱師傅 功夫師父 |
| 包曉華   | 好命婆     | |
| 陳少邦   | 何裁縫     | 李飄紅之情夫 於第21集被揭發偷情後不知所終 |
| 傅劍虹   | 德川助手   | |
| 曾守明   | 副會長     | 武術會館副會長 |
| 陳偉洪   | 苦 主      | |
| 陳亭嘉   | 苦 主      | |
| 余子明   | 忠 伯      | 船廠老闆 於游三水指使下被打到昏迷 |
| 沈可欣   | 忠 妻      | |
| 鍾志光   | 文老闆     | |
| 陳宛蔚   | 泉 嫂      | 陸潤泉之妻 |
| 湯俊明   | 苦 主      | 於第26集強暴唐雪喬 |
| 紀保羅   | 神 父      | |
| 潘麗施   | 何夫人     | |
| 張景淳   | 職 員      | |
| 戴志偉   | 李維賓     | 李律師 莫桂蘭之律師 |
| 馬貫東   | 放映員     | |
| 鄒永彪   | 松本弟子   | 松本忍之弟子 |
| 彭比得   | 藤 原      | 松本忍之弟子 |
| 許碧姬   | 李婆婆     | 黃家佛山租屋鄰居 |
| 郭 淨    | 劉經理     | 照遠電台經理 |
| 楊潮凱   | 街 坊      | |
| 林敬剛   | 閻鐵石     | 廣州民團總教練比賽參賽者 莫桂蘭之對手 敗於莫桂蘭 |
| 楊智朗   | 流 氓      | |
| 古明華   | 師 傅      | |
| 招浩東   | 衛生專員   | |
| 黎柏倫   | 記 者      | |
| 林影紅   | 記 者      | |
| 郭卓樺   | 暴 徒      | 假冒民團團員煽動暴動 |
| 李泳豪   | 安 哥      | 街坊，於第32集救走莫桂蘭等人 |
| 高俊文   | 林 華      | 林專員 北平專員 因得悉游三水罪行而通緝游三水 |
| 關浩揚   | 警 察      | |
| 羅鈞滿   | 弟 子      | |
| 方紹聰   | 弟 子      | |

## 記事
- 2010年6月30日：此劇於12:30在將軍澳電視廣播城古裝街近城門位置舉行試造型記者會[3]。
- 2010年7月21日：此劇於14:00在將軍澳電視廣播城十二廠舉行開廠拜神儀式[4]。
- 2011年3月4日：此劇於14:00在將軍澳電視廣播城舉行《女拳》之「精武群雄爭霸揭幕禮」宣傳活動。
- 2011年3月6日：此劇於13:00在將軍澳東港城一樓展覽場舉行《女拳》之「豪傑展英姿」宣傳活動。
- 2011年3月24日：此劇於14:00在銅鑼灣世貿中心露天廣場舉行《女拳》之「美人爭奪戰」宣傳活動。

## 軼事
- 本劇是劉璇唯一一部在無綫電視演出的劇集。
- 本劇除黃飛鴻、莫桂蘭和凌雲楷是史實人物外，其餘角色及劇情多為虛構。
- 「黃飛鴻」此角色名字在無綫電視劇集中已經是第八次使用，於2000年代開始則有《我師傅係黃飛鴻》、《奸人堅》有角色採用「黃飛鴻」此名字，當時分別由黃宗澤及林嘉華飾演。巧合的是兩人均有參演本劇。
- 本劇是黃宗澤、馬國明、陳國邦、姜大衛繼《我師傅係黃飛鴻》後再度合作。
- 本劇是馬國明繼《律政新人王》、《怪俠一枝梅》、《阿旺新傳》後第四次飾演反派，并在同一年时间也饰演反派剧情有连续三次有《真相》及《紫禁惊雷》。
- 本劇是蕭正楠繼《廉政行動2004》、《古灵精探B》、《宫心计》、内地劇《怪俠一枝梅》後第五次飾演反派，亦是他首次飾演日本人。
- 本劇是高钧贤繼《幕后大老爷》後再次飾演反派。
- 本劇是林嘉華與黃宗澤繼《摘星之旅》後再次飾演父子。
- 羅樂林飾演的「莫平」在此劇第22集死去後，恰巧在24小時內在另外四齣劇集（《洪武三十二》、《七號差館》、《布衣神相》、《皆大歡喜》）中以不同角色死去，成為本港趣聞，更成為國際娛樂新聞。
- 本劇第30-32集大結局安排於2011年4月17日播出，在同一晚連續播放3集，時間亦長達近3小時，是無綫電視歷來首次出現播放時間超過2小時的劇集，亦是目前唯一一次在黃金時間出現播放時間近3小時的劇集。[5]

## 歌曲
本劇於在YouTube、網絡以及電視上所找到此劇歌曲。
| 主唱   | 歌曲                            | 作曲   | 填詞   | 編曲   | 歌曲監製 | 用作   | 用作   | 歌曲提供         |
| 主唱   | 歌曲                            | 作曲   | 填詞   | 編曲   | 歌曲監製 | 主題曲 | 片尾曲 | 歌曲提供         |
| 陳潔靈 | 刀槍不入 （页面存档备份，存于） | 鄧智偉 | 陳詩慧 | 葉肇中 | 鄧智偉   |        |        | 正视音乐有限公司 |
| 劉 璇  | 回見 （页面存档备份，存于）     | 鄧智偉 | 鄭櫻綸 | 嚴勵行 | 鄧智偉   |        |        | 正视音乐有限公司 |

## 收視
以下為本劇於香港無綫電視翡翠台、高清翡翠台之收視紀錄：
| 週次 | 集數  | 日期                  | 平均收視 | 最高收視 | 百分比 |
| 1    | 01-05 | 2011年3月7日-3月11日  | 26點     | 28點     |        |
| 2    | 06-10 | 2011年3月14日-3月18日 | 27點     | 30點     |        |
| 3    | 11-15 | 2011年3月21日-3月25日 | 29點     |          |        |
| 4    | 16-19 | 2011年3月28日-3月31日 | 28點     |          |        |
| 5    | 20-24 | 2011年4月4日-4月8日   | 28點     |          |        |
| 6    | 25-29 | 2011年4月11日-4月15日 | 31點     |          |        |
| 6    | 30-32 | 2011年4月17日         | 32點     | 34點     |        |

### 台灣中視首播收視率
| 播映日期                | 週數     | 平均收視率 | 排名 | 集數  | 備註                         |
| ----------------------- | -------- | ---------- | ---- | ----- | ---------------------------- |
| 2013年1月10日－01月11日 | 1        | 1.07       | 5    | 01-02 |                              |
| 2013年1月14日－01月18日 | 2        | 1.02       | 5    | 03-07 |                              |
| 2013年1月21日－01月25日 | 3        | 1.36       | 4    | 08-12 |                              |
| 2013年1月28日－01月30日 | 4        | 1.51       | 4    | 13-15 | 1月30日播出時間為20:00-21:00 |
| 平均收視                | 平均收視 | 1.24       |      |       |                              |

- 同時段節目：
  - 三立：
    - 三立台灣台《天下女人心》
    - 三立都會台：
      - 八點檔
        - 週一～週四《愛情女僕》
        - 週五《我租了一個情人》

      - 九點檔《真愛趁現在》

  - 台視：
    - 週一～週四《東華春理髮廳》
    - 週五《百萬小學堂》

  - 民視《風水世家》
  - 華視《新還珠格格／軒轅劍之天之痕》
  - 大愛《家好月圓／明天更美麗》
- 由AGB尼爾森調查，調查範圍是四歲以上收看電視之觀眾。
- 資料來源：中時娛樂、凱絡媒體週報

## 相關
- 造型報導：大公報[永久]　文匯報　明報 （页面存档备份，存于）　成報[永久]

## 電視節目的變遷
| 依家有喜 —3月18日           | 誰家灶頭無煙火 3月21日—                                  | 誰家灶頭無煙火 3月21日—                                  | 誰家灶頭無煙火 3月21日—            |
| Only You 只有您 —4月2日     | Only You 只有您 —4月2日                                  | 洪武三十二 4月4日—                                       | 洪武三十二 4月4日—                 |
| 上一套： 魚躍在花見 —3月4日 | 翡翠台／高清翡翠台第三綫劇集（2011） 女拳 3月7日—4月17日 | 翡翠台／高清翡翠台第三綫劇集（2011） 女拳 3月7日—4月17日 | 下一套： 點解阿Sir係阿Sir 4月18日— |

| 香港無綫電視翡翠台、高清翡翠台 星期日 21:00-23:45 時段 | 香港無綫電視翡翠台、高清翡翠台 星期日 21:00-23:45 時段                                                                         | 香港無綫電視翡翠台、高清翡翠台 星期日 21:00-23:45 時段 |
| --- | --- | ------------------------------------------------------ |
| | 女拳（大結局） （第30-32集） （2011.04.17）                                                                                    |                                                        |
| 華麗明星賽 （2011.04.10）（21:00-22:00） 心有靈犀 （2011.04.10）（22:00-23:00） 長隆越玩越好玩 （2011.04.10）（23:00-23:30） 晚間新聞 （2011.04.10）（23:30-23:50） | 華麗明星賽 （2011.04.24）（21:00-22:00） 香港亞洲流行音樂節 （2011.04.24）(22:00-23:30) 晚間新聞 （2011.04.24）（23:30-23:50） |                                                        |

| 中視 星期一至五 20:00-22:00 （01月30日播出時間為20:00-21:00） | 中視 星期一至五 20:00-22:00 （01月30日播出時間為20:00-21:00） | 中視 星期一至五 20:00-22:00 （01月30日播出時間為20:00-21:00） |
| ------------------------------------------------------------- | ------------------------------------------------------------- | ------------------------------------------------------------- |
|                                                               | 巾幗神拳 （2013.01.10 - 2013.01.30)                           |                                                               |
| 大太監 （2012.12.19 - 2013.01.09）                            | 槍炮侯 （2013.01.30 - 2013.03.01）                            |                                                               |

| 馬來西亞 Astro On Demand劇集首映 21:30—22:15 時段 | 馬來西亞 Astro On Demand劇集首映 21:30—22:15 時段 | 馬來西亞 Astro On Demand劇集首映 21:30—22:15 時段 |
| ------------------------------------------------- | ------------------------------------------------- | ------------------------------------------------- |
|                                                   | 女拳 （2011.03.07—2011.04.17）                    |                                                   |
| 魚躍在花見 （—2011.03.05）                        | 點解阿Sir係阿Sir （2011.04.18—）                  |                                                   |

| 澳洲 TVBJ 19:30—20:30 時段           | 澳洲 TVBJ 19:30—20:30 時段       | 澳洲 TVBJ 19:30—20:30 時段 |
| ------------------------------------ | -------------------------------- | -------------------------- |
|                                      | 女拳 （2011.03.14—2011.04.24）   |                            |
| 魚躍在花見 （2011.02.14—2011.03.11） | 點解阿Sir係阿Sir （2011.04.25—） |                            |

| 星和視界 娛家戲劇台劇集首映 21:00-22:00 時段 | 星和視界 娛家戲劇台劇集首映 21:00-22:00 時段 | 星和視界 娛家戲劇台劇集首映 21:00-22:00 時段 |
| -------------------------------------------- | -------------------------------------------- | -------------------------------------------- |
|                                              | 女拳 （2011.08.11 - 2011.09.23）             |                                              |
| 刑警 （2011.06.30 - 2011.08.10）             | 魚躍在花見 （2011.09.26 - 2011.10.21）       |                                              |

| Astro華麗台 星期一至五 21:30-22:30 時段        | Astro華麗台 星期一至五 21:30-22:30 時段 | Astro華麗台 星期一至五 21:30-22:30 時段 |
| ---------------------------------------------- | --------------------------------------- | --------------------------------------- |
|                                                | 女拳 （2012.01.02 - 2011.02.20）        |                                         |
| 巾幗梟雄之義海豪情 （2011.11.21 - 2011.12.31） | 團圓 （2012.02.21 - 2012.04.02）        |                                         |

| 八度空間 星期一至五 19:00-20:00        | 八度空間 星期一至五 19:00-20:00        | 八度空間 星期一至五 19:00-20:00 |
| -------------------------------------- | -------------------------------------- | ------------------------------- |
|                                        | 女拳 （2013.04.09 - 2013.05.22）       |                                 |
| 魚躍在花見 （2013.03.12 - 2013.04.08） | 囧探查過界 （2013.05.23 - 2013.06.19） |                                 |

| 香港、 马来西亚 千禧经典台 星期一至五 07:00-09:00（香港时间） · 07:04-09:04（马来西亚时间）（两集连播） · 9月14日及10月6日仅播一集 | 香港、 马来西亚 千禧经典台 星期一至五 07:00-09:00（香港时间） · 07:04-09:04（马来西亚时间）（两集连播） · 9月14日及10月6日仅播一集 | 香港、 马来西亚 千禧经典台 星期一至五 07:00-09:00（香港时间） · 07:04-09:04（马来西亚时间）（两集连播） · 9月14日及10月6日仅播一集 |
| --- | --- | --- |
| | 女拳 （2022年9月14日 - 2022年10月6日）                                                                                             | |
| 我師傅係黃飛鴻 （2022年8月29日 - 2022年9月14日）                                                                                   | 智勇新警界 （2022年10月6日 - 2022年10月27日）                                                                                      | |